# Medal of Honor: Above and Beyond
Medal of Honor: Above and Beyond — відеогра для віртуальної реальності в жанрі шутера від першої особи, розроблена Respawn Entertainment і видана Electronic Arts. Це п'ятнадцята частина в серії Medal of Honor і перша гра після Warfighter (2012). Вона була випущена для Microsoft Windows у грудні 2020 року і отримала змішані відгуки.

## Ігровий процес
Medal of Honor: Above and Beyond є відеогрою для віртуальної реальності в жанрі шутера від першої особи. Гравці контролюють агента УСС і члена Руху Опору, беручи участь у битвах у Західній Європі під час Другої світової війни. Гра має два режими: однокористувацький та багатокористувацький.

## Розробка та випуск
Above and Beyond розробила команда співробітників Respawn Entertainment, що раніше працювала над Medal of Honor: Allied Assault. Хоча спочатку гра не планувалася виключно для віртуальної реальності, розробники вирішили інакше після зустрічі та обговорень із керівниками Facebook. Above and Beyond використовує ігровий рушій Unreal Engine. Композитори Намі Мелумад і Майкл Джаккіно спільно написали оригінальну музику до гри. У жовтні 2017 року було повідомлено, що Respawn працює над проєктом для віртуальної реальності, співпродюсером якої стала компанія Oculus. Гра була анонсована 25 вересня 2019 року як частина серії Medal of Honor і випущена 11 грудня 2020-го для Microsoft Windows з підтримкою шоломів віртуальної реальності Oculus Rift та Steam VR.

## Сприйняття

### Оцінки й відгуки
| Агрегатор  | Оцінка |
| ---------- | ------ |
| Metacritic | 67/100 |

| Видання        | Оцінка |
| -------------- | ------ |
| GameSpot       | 5/10   |
| IGN            | 6/10   |
| PC Gamer (США) | 52/100 |

Medal of Honor: Above and Beyond отримала «змішані або середні» відгуки за даними агрегатора рецензій Metacritic.

### «Колетт»
Respawn, спільно з Oculus, виступила продюсером короткометражного документального фільму «Колетт», знятого Ентоні Джаккіно для режиму галереї Above and Beyond. Фільм розповідає про Колет Марін-Катрін, колишню учасницю Руху Опору, яка вперше за 74 роки вирушає до Німеччини, щоби відвідати концтабір Дора-Міттельбау, де її брат загинув від рук нацистів. 
Серед короткометражних фільмів галереї, «Колетт» отримав особливе визнання за свою кінематографічну цінність. Respawn та Oculus представили стрічку на різних кінофестивалях, у тому числі на фестивалі документальних фільмів Big Sky, де вона отримала нагороду за найкращий короткометражний фільм, що дало право на подачу заявки до американської Академії кінематографічних мистецтв і наук для розгляду номінації на кінопремію «Оскар». «Колетт» був визнаний «Найкращим документальним короткометражним фільмом» на 93-й церемонії вручення у 2020 році, що зробило Respawn та Oculus першими компаніями з індустрії відеоігор, які отримали номінацію на «Оскар» і перемогли в підсумку.

### Похвали
Medal of Honor: Above and Beyond виграла в номінації «Найкраща оригінальна музика» на церемонії IFMCA Awards.